# Ракелићи
Ракелићи су насељено мјесто у граду Приједор, Република Српска, БиХ. Према попису становништва из 2013. у насељу је живјело 606 становника.
У Ракелићима се одржава велики народни збор.

## Спорт
Ракелићи су сједиште омладинског фудбалског клуба Слога.

## Становништво
| Демографија | Демографија | Демографија |
| Година      | Становника  | Становника  |
| ----------- | ----------- | ----------- |
| 1961.       | 1.017       |             |
| 1971.       | 964         |             |
| 1981.       | 792         |             |
| 1991.       | 913         |             |
| 2013.       | 606         |             |

## Познати становници
- Владимир Трифуновић